# Токасики, Кацуо
Кацуо Токасики (яп. 渡嘉敷 勝男, родился 27 июля 1960, Кодза, Окинава, Япония) — японский боксёр-профессионал, выступающий в первой наилегчайшей (Light Flyweight) весовой категории. Является чемпионом мира по версии ВБА (WBA).
Наилучшая позиция в мировом рейтинге: ??-й.
После завершения спортивной карьеры занялся тренерской деятельностью.

## Карьера в кино
- Снялся в первом самостоятельном фильме Такэси Китано: "Точка кипения", сыграв роль помощника маргинального якудзы среднего звена.

## Результаты боёв
| Бой | Дата | Соперник | Судьи | Место боя | Раундов | Результат | Дополнительно |
| --- | ---- | -------- | ----- | --------- | ------- | --------- | ------------- |
|     |      |          |       |           |         |           |               |
| Бой | Дата | Соперник | Судьи | Место боя | Раундов | Результат | Дополнительно |